# Kretinism
Kretinism eller kongenitalt jodbristsyndrom, är en form av intellektuell funktionsnedsättning, vilken karaktäriseras av samtidig hämning i skelettets utveckling samt ofta även struma. Störningen beror på att sköldkörteln saknas eller att dess funktion är nedsatt (hypotyreos), vilket ges av nedsatt eller ingen produktion av tyreoideahormon.
Om behandling med tyreoideahormon påbörjas inom några månader efter födelsen blir utvecklingen normal, i annat fall utvecklas kretinism, vilken utöver den psykiska defekten även innefattar yttre tecken, bland annat dvärgväxt, missbildningar av skallen, vid roten intryckt näsa, tjocka läppar, mellan vilka en förstorad tunga slappt hänger ut, navelbråck, klen hårväxt, tjock degig eller tunn, skrynklig hud. I de flesta industriländer tas prov från samtliga nyfödda barn för att påvisa eventuell nedsatt sköldkörtelfunktion, vilket har lett till att kretinism inte längre förekommer i dessa länder. 
Kretin har tidigare använts som ett skällsord (jämför med idiot). Kretin kommer av franska crétin, en dialektform av chrétien som betyder kristen.